# Hyder
Hyder is een plaats (census-designated place) in de Amerikaanse staat Alaska, en valt bestuurlijk gezien onder Prince of Wales-Outer Ketchikan Census Area.

## Demografie
Bij de volkstelling in 2000 werd het aantal inwoners vastgesteld op 97.

## Geografie
Volgens het United States Census Bureau beslaat de plaats een oppervlakte van 38,4 km², geheel bestaande uit land.
De plaats ligt aan de Portland Canal.

## Bereikbaarheid
Hyder heeft de eigenaardigheid enkel over de weg bereikbaar te zijn via Stewart, British Columbia, Canada. Het staat bekend als de enige plaats in Alaska die niet het kengetal van Alaska (907) gebruikt. In plaats daarvan gebruikt het het kengetal van het Canadese British Columbia (250). Toeristen merken op dat Hyder de Pacific Time Zone gebruikt, en niet de Alaska Time Zone, het geld is bij voorkeur Canadees (behalve bij het postkantoor, daar moet je in Amerikaans geld betalen), kinderen gaan naar een Canadese school, en Canadese vakantiedagen worden gevolgd. Elektriciteit wordt verzorgd vanuit Canada (British Columbia's BC Hydro). Hyder en Stewart hebben een gezamenlijke Kamer van Koophandel (international Chamber of Commerce).

## Plaatsen in de nabije omgeving
De onderstaande figuur toont nabijgelegen plaatsen in een straal van 136 km rond Hyder.